# Shōya Ishige
Shōya Ishige (石毛翔弥 Ishige Shōya?, Prefectura de Saitama, 20 de agosto de 1990) es un actor de voz japonés afiliado a Intention. Después de trabajar como actor de teatro, Ishige quería hacer carrera en la actuación de voz en el anime, lo cual hizo con su primer papel como voces adicionales en Orange y luego su primer papel importante como Yusaku Fujiki en Yu-Gi-Oh! VRAINS. Algunos de sus otros papeles notables incluyen a Yun Arikawa en Godzilla Singular Point y Wakana Gojō en Sono Bisque Doll wa Koi o Suru.

## Biografía
Ishige nació en la prefectura de Saitama el 20 de agosto de 1990. Después de graduarse de la escuela secundaria, se unió a la compañía de teatro Shiki para seguir una carrera en la actuación. Sin embargo, Ishige quería hacer carrera en la actuación de voz en el anime. Para lograr esto, dejó la compañía y se unió a Stardust Promotion, donde fue elegido para su primer papel como voces adicionales en Orange y su primer papel importante como Yusaku Fujiki en Yu-Gi-Oh! VRAINS.
En 2019, Ishige dejó Stardust Promotion y se unió a Intention.

## Filmografía
Los papeles principales están en negrita

### Anime

#### Series de televisión
| Año  | Título                                                 | Rol                      | Refs.         |
| ---- | ------------------------------------------------------ | ------------------------ | ------------- |
| 2016 | Orange                                                 | Voces adicionales        | [ 5 ]         |
| 2017 | Seiren                                                 | Voces adicionales        | [ 5 ]         |
| 2017 | Yu-Gi-Oh! VRAINS                                       | Yusaku Fujiki            | [ 5 ]         |
| 2018 | Hinomaru Zumō                                          | Ryouji Yonemura          | [ 6 ]         |
| 2019 | Granblue Fantasy The Animation                         | Caballero Calavera       | [ 7 ]         |
| 2020 | Haikyuu!!: To the Top                                  | Sakae Echigo             | [ 6 ]         |
| 2020 | Yūkoku no Moriarty                                     | Público de Noahtic       | [ 7 ]         |
| 2021 | Ijiranaide, Nagatoro-san                               | Chico gamer              | [ 7 ]         |
| 2021 | Godzilla Singular Point                                | Yun Arikawa              | [ 8 ]         |
| 2021 | Scarlet Nexus                                          | Otra fuerza de supresión | [ 7 ]         |
| 2022 | Sono Bisque Doll wa Koi o Suru                         | Wakana Gojō              | [ 9 ]         |
| 2022 | Hoshi no Samidare                                      | Ludo Shubarie            | [ 10 ]        |
| 2022 | Hataraku Maō-sama!!                                    | Kazuma Sasaki            | [ 11 ]        |
| 2023 | Kubo-san wa Mob wo Yurusanai                           | Mizuhara                 | [ 12 ]        |
| 2023 | Ayakashi Triangle                                      | Sōga Ninokuru            | [ 13 ]        |
| 2023 | Shin Shinka no Mi: Shiranai Uchi ni Kachigumi Jinsei   | Theobold Terra Kaiser    | [ 14 ]        |
| 2023 | Hikari no Ō                                            | Kōshi                    | [ 15 ]        |
| 2023 | AI no Idenshi                                          | Jun                      | [ 16 ]        |
| 2023 | Nanatsu no Maken ga Shihai Suru                        | Gwyn Sherwood            | [ 17 ]        |
| 2024 | Hime-sama "Gōmon" no Jikan desu                        | Gekkō                    | [ 18 ]        |
| 2024 | Hikari no Ō 2nd Season                                 | Kōshi                    | [ 19 ]        |
| 2024 | Unnamed Memory                                         | Doan                     | [ 20 ]        |
| 2024 | Kuroshitsuji: Kishuku Gakkō-hen                        | Clayton                  | [ 21 ]        |
| 2024 | Kinnikuman: Kanpeki Chōjin Shiso-hen                   | Peek-a-Boo               | [ 22 ]        |
| 2024 | Sayonara Ryūsei, Konnichiwa Jinsei                     | Geo                      | [ 23 ]        |
| 2024 | Re:Zero kara Hajimeru Isekai Seikatsu 3rd Season       | Joshua Euclius           | [ 24 ]        |
| 2024 | Trillion Game                                          | Manabu "Gaku" Taira      | [ 25 ]        |
| 2024 | Chi: Chikyū no Undō ni Tsuite                          | Albert Brudzewski        | [ 26 ]        |
| 2025 | Solo Leveling Season 2: Arise from the Shadow          | Seok-Jin Shin            | [ 27 ]        |
| 2025 | NEET Kunoichi to Nazeka Dōsei Hajimemashita            | Tsukasa Atsumi           | [ 28 ]        |
| 2025 | Unnamed Memory Act.2                                   | Doan                     | [ 29 ]        |
| 2025 | Izure Saikyō no Renkinjutsu-shi?                       | Heath                    | [ 30 ]        |
| 2025 | Rock wa Lady no Tashinamideshite                       | Ryūichi                  | [ 31 ]        |
| 2025 | Wind Breaker Season 2                                  | Renji Kaga               | [ 32 ]        |
| 2025 | Classic★Stars                                          | Liszt                    | [ 33 ]        |
| 2025 | Sentai Daishikkaku 2nd Season                          | Nagisa Chabatake         | [ 34 ]        |
| 2025 | Sono Bisque Doll wa Koi o Suru Season 2                | Wakana Gojō              | [ 35 ] [ 36 ] |
| 2025 | Saigo ni Hitotsu dake Onegai shitemo Yoroshii deshō ka | Leonardo El Vandimion    | [ 37 ]        |

#### Películas
| Año  | Título                | Rol         | Refs.  |
| ---- | --------------------- | ----------- | ------ |
| 2025 | Bâan: Otona no Kyōkai | Daichi Arai | [ 38 ] |

#### ONAs
| Año  | Título                       | Rol              | Refs.  |
| ---- | ---------------------------- | ---------------- | ------ |
| 2023 | Kyōkai Senki: Kyokkō no Sōki | Matthew Harcourt |        |
| 2024 | Grimm Kumikyoku              | Masataka Ichijō  | [ 39 ] |
| 2025 | 7Fates: Chakho               | Zeha             |        |

### Videojuegos
| Año  | Título        | Rol            | Refs. |
| ---- | ------------- | -------------- | ----- |
| 2021 | Lost Judgment | Shion Takamori | [ 7 ] |

### Doblaje
- West Side Story (2021) como Baby John (Patrick Higgins)[40]
- Estamos muertos (2022) como Jung Min-jae (Jin Ho-eun)[41]